# Bijoux-Polka
Die Bijoux-Polka ist eine Polka française von Johann Strauss Sohn (op. 242). Das Werk wurde im Sommer 1860 in Pawlowsk in Russland erstmals aufgeführt.

## Einzelnachweis
1. ↑  Quelle: Englische Version des Booklets (Seite 46) in der 52 CDs umfassenden Gesamtausgabe der Orchesterwerke von Johann Strauß (Sohn), Hrsg. Naxos (Label). Das Werk ist als siebter Titel auf der 15. CD zu hören.